# Indywidualne Mistrzostwa Szwecji na Żużlu 1972
Indywidualne Mistrzostwa Szwecji na Żużlu 1972 – cykl turniejów żużlowych, mających wyłonić najlepszych żużlowców szwedzkich. Tytuł wywalczył Anders Michanek (Getingarna Sztokholm).

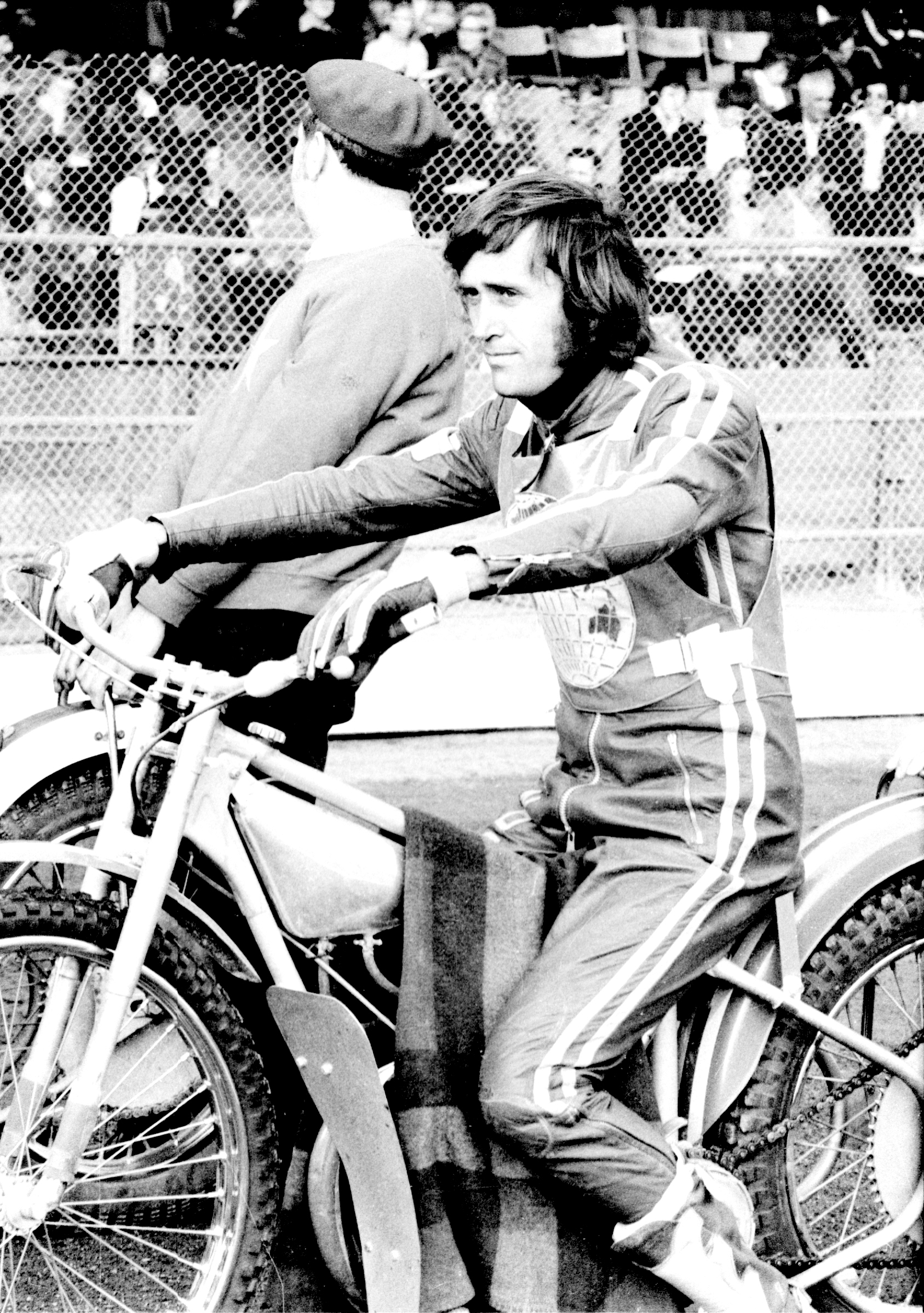
Anders Michanek - mistrz Szwecji 1972

## Finał
- Borås, 29 września 1972

| Msc. | Zawodnik          | Klub                 | Pkt   |  |  |
| ---- | ----------------- | -------------------- | ----- |  |  |
| 1    | Anders Michanek   | Getingarna Sztokholm | 15    |  |  |
| 2    | Bengt Jansson     | Kaparna Göteborg     | 13    |  |  |
| 3    | Bernt Persson     | Indianerna Kumla     | 12 +3 |  |  |
| 4    | Tommy Jansson     | Smederna Eskilstuna  | 12 +2 |  |  |
| 5    | Hans Holmqvist    | Vargarna Norrköping  | 11    |  |  |
| 6    | Christer Löfqvist | Bysarna Visby        | 9     |  |  |
| 7    | Leif Enecrona     | Getingarna Sztokholm | 9     |  |  |
| 8    | Bo Wirebrand      | Njudungarna Vetlanda | 8     |  |  |
| 9    | Christer Sjösten  | Smederna Eskilstuna  | 8     |  |  |
| 10   | Tommy Johansson   | Dackarna Målilla     | 7     |  |  |
| 11   | Jan Simensen      | Lejonen Gislaved     | 7     |  |  |
| 12   | Bo Magnusson      | Kaparna Göteborg     | 5     |  |  |
| 13   | Bo Josefsson      | Lejonen Gislaved     | 3     |  |  |
| 14   | Berndt Johansson  | Bysarna Visby        | 3     |  |  |
| 15   | Lars Jansson      | Getingarna Sztokholm | 2     |  |  |
| 16   | Per Olof Söderman | Vargarna Norrköping  | 0     |  |  |